# Uzungöl
L'Uzungöl ("Lago lungo" in turco) o, nella lingua locale Romeica: Şeraho, è un lago situato a sud della città di Trebisonda, nel distretto di Çaykara nella provincia di Trebisonda, in Turchia. Uzungöl è anche il nome del villaggio sito sulla costa del lago. Nel corso degli anni il pittoresco lago, il suo villaggio e la valle circostante sono diventati popolari attrazioni turistiche.

## Geografia
Il lago si trova a una distanza di 99 km dal centro di Trebisonda e a 19 km dal centro del distretto di Çaykara. Esso è stato formato da una frana nella valle del torrente Haldizen, che ha trasformato il letto del torrente in una diga naturale.

## Flora e fauna
Questa regione ospita anche le foreste più antiche della zona temperata del globo. Essa è verde in tutte le stagioni dell'anno grazie alle abbondanti piogge e al relativo clima temperato. Ci sono più di 60 specie di piante endemiche trovate nelle montagne Demirkapı e Soğanlı. 
Al fine di determinare la biodiversità vegetativa dell'area speciale di protezione ambientale, sono stati determinati la flora e la vegetazione dell'area e sono stati identificati 658 taxa vegetali appartenenti a 311 generi, tra cui 125 sottospecie e 68 varietà.
La vita selvaggia include anche un ambiente ricco in termini di vita animale. Nell'area speciale di protezione ambientale di Uzungöl sono stati identificati 59 mammiferi e 250 specie di uccelli. Qui fra i mammiferi sono presenti l'orso bruno, il cervo, il lupo, lo sciacallo, la volpe, il cinghiale, la lince, il tasso, la donnola, la lontra, la rupicapra, l'egagro, ecc. La regione intorno a Uzungöl gode di protezione in quanto Area di conservazione naturale, Ambiente di protezione speciale e Parco naturale.

## Turismo e problemi ecologici
L'area è molto famosa per il suo ambiente naturale. Situato in una valle tra alte montagne, il lago e il villaggio appaiono inizialmente inaccessibili. Le foreste montuose circostanti e la nebbia, che di tanto in tanto avvolge il lago di notte, contribuiscono anche al fascino del luogo. Il boom turistico degli anni 2000 ha attratto gli investitori, i quali hanno aperto nel villaggio diversi hotel, ristoranti e negozi di souvenir. Anche l'infrastruttura di trasporto è stata migliorata. Nel 2008, il governo ha costruito una barriera di cemento lungo la riva del lago, in modo che le sue onde non bagnassero le strade costiere intorno ad esso. Ciò ha scatenato le proteste degli abitanti locali, così come degli ecologisti preoccupati per il danno ambientale, i quali hanno dichiarato che il lago è stato trasformato in una gigantesca piscina artificiale.